# Бойко, Иван Давыдович
Ива́н Давы́дович Бойко (17 [29] июля 1899, Володькова Девица, Черниговская губерния — 5 июня 1971, Киев) — украинский советский историк, доктор исторических наук (1964).

## Биография
Родился 17 (30) июля 1907 года в селе Володькова Девица Нежинского уезда Черниговской губернии Российской империи (ныне Носовского района Черниговской области Украины).
После окончания историко-экономического факультета Нежинского института народного образования преподавал обществоведение в Бориспольской семилетней школе. В 1929-32 годах учился в аспирантуре Института украинской культуры ВУАН, преподавал историю в Винницком педагогическом институте; с 1934 года — зав. кафедры истории СССР и истории Украины Харьковского госуниверситета. В 1940 году защитил кандидатскую диссертацию на тему «Польское восстание 1863 года на Украине». В годы Великой Отечественной войны работал зав. кафедры истории СССР и истории Украины в Объединённом украинском госуниверситете в г. Кзыл-Орда (ныне Кызылорда, Казахстан) и зав. кафедры истории Украины в Харьковском госуниверситете. С 1945 до 1948 год — зав. учебной частью Республиканской партийной школы при ЦК КПУ, проректор по научно-издательской части и зав. кафедры истории СССР Высшей партийной школы при ЦК КПУ. Зав. от. истории феодализма, старший научный сотрудник Института истории АН УССР (1955-63), член делегации СССР на XII Международном конгрессе историков (Рим, 1955). В 1964 году защитил докторскую диссертацию на тему «Крестьянство Украины во второй половине 16 — первой половине 17 века». С октября 1966 года работал в. н. с.-консультантом отдела этнографии Института искусствоведения, фольклора и этнографии им. М. Рыльского АН УССР. Автор более 80 работ по истории СССР и Украины. Награждён двумя орденами Трудового Красного Знамени, орденом «Знак Почёта».
Умер 5 июня 1971 года в Киеве.

## Сочинения
- Селянство України в другій пол. XVI — першій пол. XVII ст. Киев, 1963;
- Історія Української РСР, т. 1-2. Киев, 1963-65 [у співавт.].